# Подуфалий Антін Іванович
Подуфалий Антін Іванович (*3 серпня 1896, Комарівці (Барський район) — †?) — військовий, хорунжий Армії УНР.

## Біографія
Народився 3 серпня 1896 року в Комарівцях, Могилівський повіт, Подільської губернії. Вивчав електротехніку в Київському політехнічному інституті. Служив хорунжим у кінному полку ім. Івана Мазепи Армії УНР, і в 2-й Дивізії Армії УНР. По закінченні визвольних змагань мешкав в Польщі. Емігрував до Франції у 1924 році. 
Подальша доля невідома.

## Джерело
- Antin Podufalyi Papers, 1920-1923; Documents. Ukrainian Research Institute, Harvard University, Cambridge, Mass.